# Jeżów
Jeżów é uma cidade localizada no centro da Polônia. Pertence à voivodia de Łódź, condado de Brzeziny. É a sede da comuna urbana-rural de Jeżów.
Jeżów está localizada na histórica Mazóvia, na antiga Terra de Rawa. Anteriormente, a igreja da cidade, fundada em 1334, estava localizada na Terra de Rawa, na voivodia de Rawa. Degradada à categoria de vila em 31 de maio de 1870 e incorporada à comuna de Popień como sua nova sede. Em 21 de setembro de 1953, tornou-se sede da comuna de Jeżów, e nos anos 1954–1972 da gromada de Jeżów. A partir de 1973, novamente na comuna reativada de Jeżów. Nos anos 1975–1998, a cidade pertencia administrativamente à voivodia de Skierniewice. Recuperou o estatuto de cidade em 1 de janeiro de 2023.
Estende-se por uma área de 12,56 km², com 1 271 habitantes, segundo o censo de 31 de dezembro de 2023, com uma densidade populacional de 101,2 hab./km².

## História

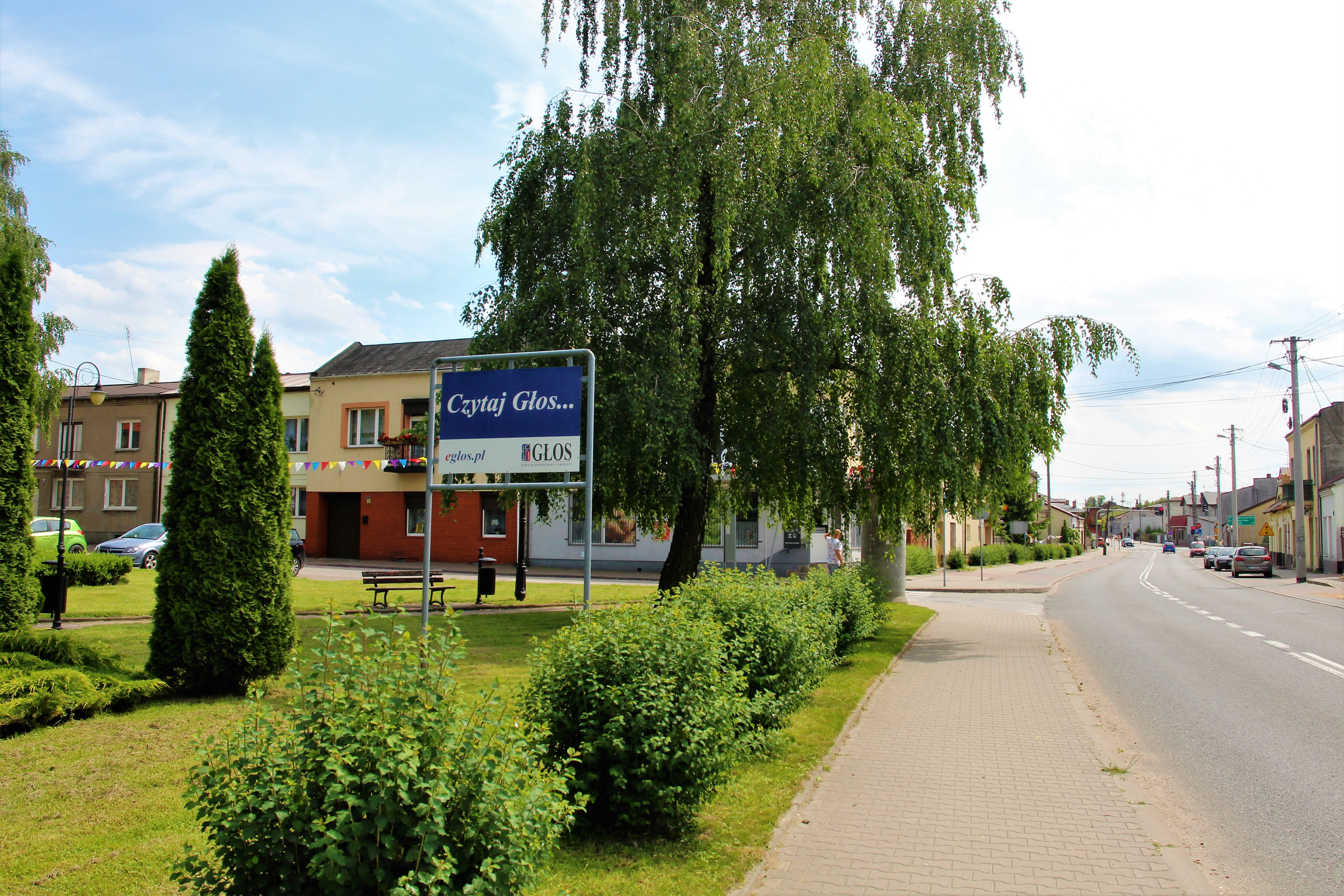
Vista parcial da praça principal

A história mais antiga de Jeżów está relacionada ao reitor do mosteiro beneditino em Lubiń, na Grande Polônia. Presumivelmente, a reitoria de Jeżów foi fundada durante o reinado de Boleslau III, ou seja, nos anos 1107–1138. De acordo com Jan Długosz, a igreja de Santo André foi construída por iniciativa de Piotr Włostowic, desde 1117, o conde palatino do duque Boleslau. Os beneditinos administraram uma grande paróquia, incluindo as aldeias de Góra, Mikulin, Jasienin e Krosnowa.
Durante os tempos do Bispo de Cracóvia, Gedka (ou seja, nos anos 1166–1185), um sínodo da Arquidiocese de Gniezno foi realizado no mosteiro de Jeżów com a participação do legado papal, Reginaldo. No final do século XIII, Jeżów tornou-se um dos assentamentos mais importantes da região. Um documento de Conrado I da Mazóvia, de 1239, indica haver um mercado e uma alfândega no assentamento de Jeżów (localizado na rota comercial da Pomerânia para Sandomierz). Em 1257, o duque Siemowit I libertou parcialmente a população de Jeżów de suas obrigações para com o governante e, em 1298, Boleslau II o fez completamente.

### Direitos de cidade
Em 1334, com o consentimento do príncipe Siemowit II, Jeżów obteve os direitos de cidade. Uma escola paroquial local foi fundada sob os cuidados do reitor de Jeżów. Muitos alunos da Academia de Cracóvia vieram desta escola. Já em 1406, um certo Spytko, filho de Estanislau, de Jeżów (Spitko Stanislai de Jeszow) foi registrado nos anais desta universidade. Nos anos de 1462–1500, mais três estudantes de Jeżów, e nos anos de 1500–1600 outros treze. Em 1462, após a morte de Władysław II, o Duque de Płock, a Terra de Rawa com Jeżów foi anexada à Coroa. A cidade cresceu e enviou colonos. Maciej, filho de Maciej, de Jeżów tornou-se em 1459 o fundador da cidade de Skierniewice. Havia uma casa de banhos na cidade, que os monges e alunos da escola paroquial podiam usar gratuitamente uma vez por semana. Guildas de ferreiros, fundidores e sapateiros foram criadas. Durante o reinado de Sigismundo I, o Velho, Jeżów adquiriu o direito de organizar 9 feiras por ano. Os seus habitantes estavam isentos da obrigação de abastecimento militar (decretos de 1519 e 1546).
Em 1494 a cidade foi destruída por um incêndio. A igreja de Santo André também foi destruída. A reconstrução desta igreja foi liderada pelo abade Piotr nos anos 1494–1505. Após a reconstrução, Jeżów era uma das cidades mais bonitas da Polônia. O rei Sigismundo I, o Velho (4 de junho de 1513) e seu filho Sigismundo II Augusto (10 de maio de 1552) estiveram aqui.

### Declínio

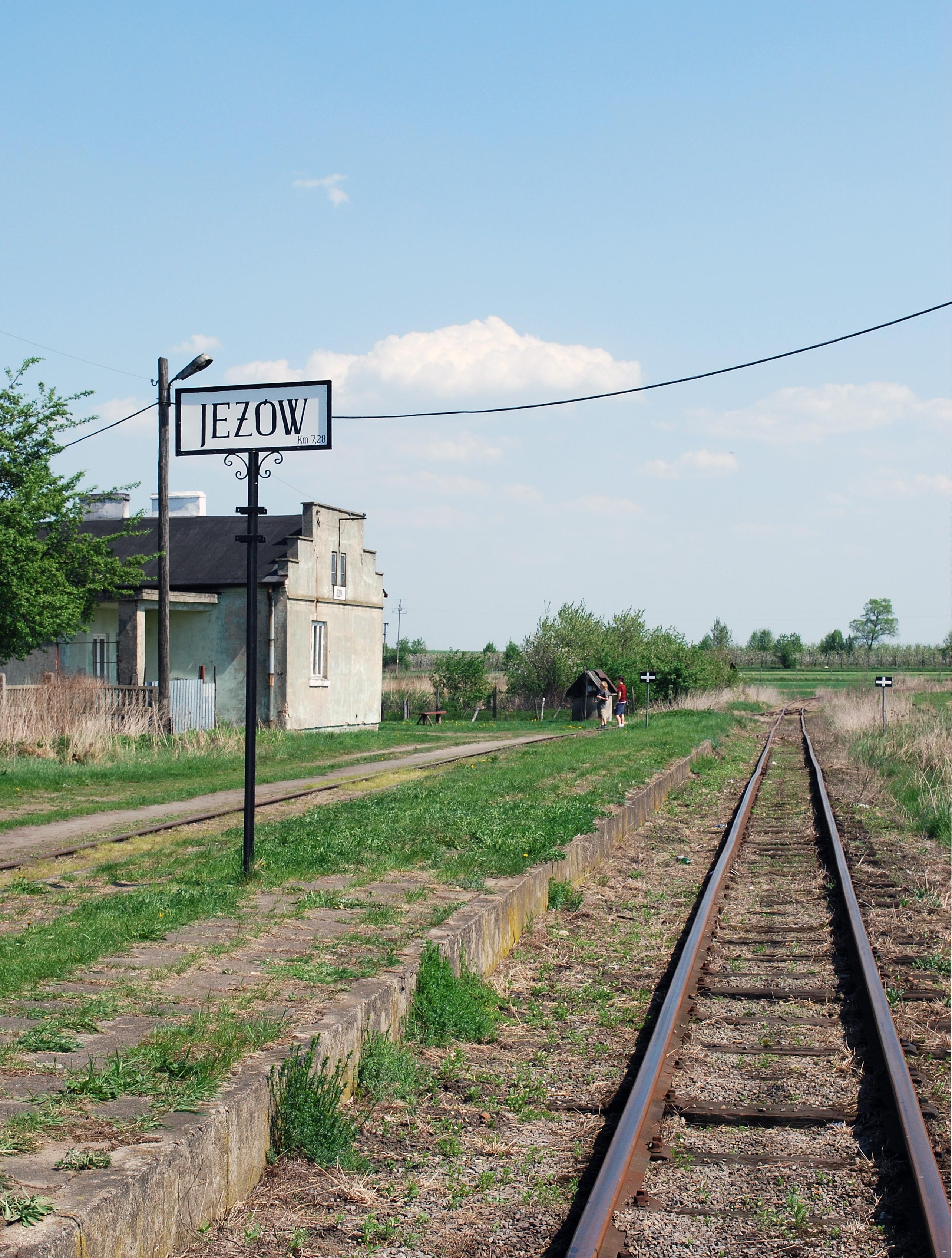
Estação ferroviária em Jeżów

Durante o “dilúvio sueco” (1655–1657), a cidade foi saqueada e destruída duas vezes (a primeira vez em abril de 1655 e a segunda em junho de 1657). A cidade sofreu pela terceira vez durante a rebelião de Lubomirski em 1665, quando os habitantes da cidade de Jeżów foram estuprados. Dois anos depois (1667) Jeżów (além dos monges) tinha apenas 33 habitantes. Para comemorar os assassinados e os que morreram durante a peste na segunda metade do século XVII, uma igreja cemitério foi dedicada a São Leonardo. Apesar dos esforços extenuantes dos reitores de Jeżów, a cidade foi reconstruída lentamente. Em 1777, Jeżów tinha 91 casas residenciais e 546 habitantes e tinha direito a 4 feiras. No ano seguinte, o rei Estanislau II Augusto adicionou quatro novas feiras às existentes.
Como resultado da Segunda Partição da Polônia (1793), Jeżów ficou sob o domínio da Prússia. Os prussianos estabeleceram uma guarnição militar na cidade e elaboraram uma descrição detalhada da cidade (88 casas de madeira, 393 habitantes, incluindo 93 pessoas principais). Havia 27 artesãos na cidade, o restante dos habitantes vivia da agricultura (tendo 44 cavalos e 180 bois de tração) e da criação (o censo alemão registra um total de 97 vacas, 61 ovelhas, 96 porcos). Havia um hospital-asilo na cidade, onde ficavam 8 idosos ou aleijados. O poder na cidade era exercido pelo prefeito (Józef Szwaciński) com a ajuda de 6 vereadores. A secularização da propriedade da igreja em 1796 resultou na liquidação do reitorado beneditino. A propriedade da igreja ficou sob a administração do rei prussiano e Jeżów tornou-se uma cidade real. Assim, a cidade perdeu seu rico patrono na forma da ordem beneditina. Em 1798, tinha 98 casas e 526 habitantes. Um aumento bastante significativo na população foi associado ao estabelecimento de comerciantes e artesãos judeus em Jeżów, que anteriormente não podiam viver nas propriedades da igreja.
Nos anos de 1807–1815, Jeżów fazia parte do Ducado de Varsóvia. No entanto, o período das guerras napoleônicas não foi favorável para o desenvolvimento da cidade. Em 6 de julho de 1807, ocorreu um grande incêndio, que destruiu a maior parte das casas. Em 1809, uma epidemia de cólera estourou, dizimando a população. Os mercados deixaram de funcionar na cidade e a escola primária foi fechada. Apenas o hospital-asilo ainda funcionava.
Com a criação da Polônia do Congresso, surgiram os sintomas do desenvolvimento da cidade. Em 1815, a praça da cidade foi pavimentada e, em 1837, duas ruas principais − Piotrkowska e Tylna. Em 1826, foi demarcado um hospital para judeus, cujo número crescia significativamente. Em 1830, a cidade tinha 102 casas e 798 habitantes, incluindo 67 judeus.
Segundo o censo de 1860, Jeżów tinha 2 igrejas (uma de tijolos, a outra de madeira no cemitério) e 125 casas (2 de tijolos). Tinha 1 217 habitantes, incluindo 335 judeus e 16 alemães. Havia 2 hotéis e 9 pousadas na cidade. Sessenta pessoas se dedicavam ao comércio, 97 ao artesanato, o restante dos habitantes da cidade cuidava da criação e da agricultura.

### Perda dos direitos de cidade

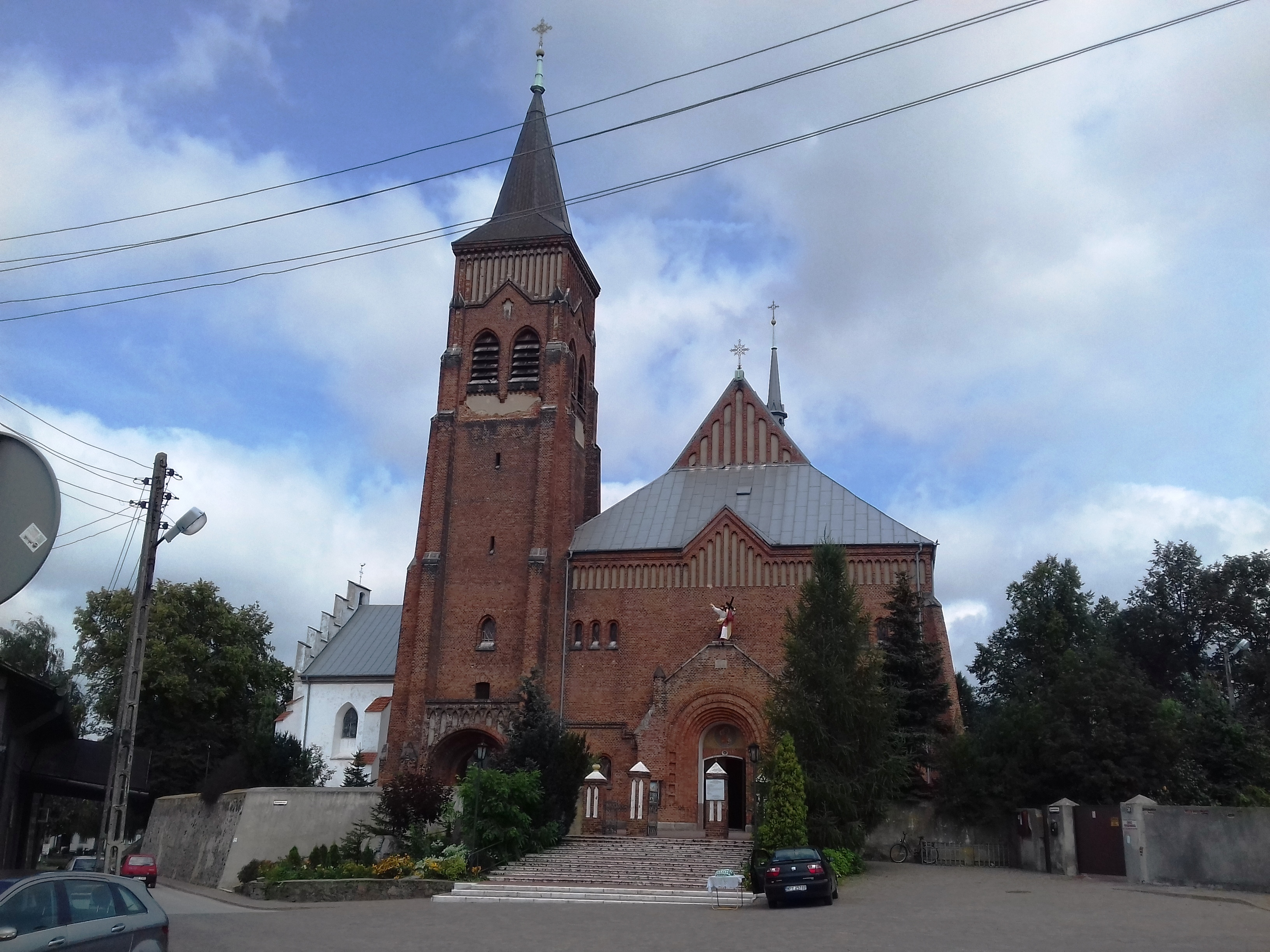
Igreja de São José, esposo da Bem-Aventurada Virgem Maria

Em 1869, por decreto do czar, Jeżów perdeu seus direitos municipais e, no ano seguinte, por decisão do governador de Piotrków, foi incorporada à comuna de Popień (com sede em Popień). Apesar da degradação, Jeżów permaneceu o principal centro da comuna. Aqui funcionava a única escola primária de toda a comuna, frequentada por quase duzentos alunos (a segunda escola existente em Katarzynów, criada por colonos alemães, ensinava apenas em alemão e russo). A educação profissional desenvolveu-se bem em Jeżów.

### Segunda Guerra Mundial
Durante a ocupação nazista, em 1940, os alemães estabeleceram um gueto para residentes judeus. Cerca de 1 600 judeus ficaram lá. Em março de 1941, eles foram deportados para o gueto de Varsóvia e de lá para o campo de extermínio Treblinka II e lá assassinados.

### Recuperação do estatuto de cidade
Em 29 de dezembro de 2021, o conselho da comuna de Jeżów aprovou uma resolução sobre a recuperação dos direitos da cidade por Jeżów. Segundo o prefeito Mariusz Guzicki, tratava-se de justiça histórica. A maioria dos residentes entrevistados pela Rádio Łódź viu os esforços das autoridades locais para restaurar os direitos da cidade. O prazo para consultas públicas foi de 2 a 23 de fevereiro de 2022. Das 2 711 pessoas com direito a voto, 801 compareceram às consultas (29,55% de comparecimento). Setecentos e trinta e uma pessoas (91,26%) votaram pela concessão do estatuto de cidade, 40 pessoas votaram contra (4,99%), 27 pessoas se abstiveram de votar (3,37%) e 3 votos foram inválidos. Em 25 de março de 2022, o Conselho da Comuna de Jeżów, por unanimidade, com os votos de 13 conselheiros, adotou a resolução XXXVI/258/2022 sobre a solicitação do estatuto de cidade de Jeżów. Em 1 de janeiro de 2023, o estatuto de cidade foi restaurado.

## Demografia
Conforme os dados do Escritório Central de Estatística da Polônia (GUS) de 31 de dezembro de 2023, Jeżów é uma cidade muito pequena com uma população de 1 271 habitantes (960.º lugar na Polônia), tem uma área de 12,6 km² (510.º lugar na Polônia) e uma densidade populacional de 101 hab./km² (946.º lugar na Polônia). Entre 2002–2023, o número de habitantes diminuiu 10,2%.
Os habitantes de Jeżów constituem cerca de 0,05% da população da voivodia de Łódź.
| Descrição                         | Total      | Total    | Mulheres   | Mulheres | Homens     | Homens   |
| --------------------------------- | ---------- | -------- | ---------- | -------- | ---------- | -------- |
| unidade                           | habitantes | %        | habitantes | %        | habitantes | %        |
| população                         | 1 271      | 100      | 618        | 48,6     | 653        | 51,4     |
| área                              | 12,6 km²   | 12,6 km² | 12,6 km²   | 12,6 km² | 12,6 km²   | 12,6 km² |
| densidade populacional (hab./km²) | 101        | 101      | 49         | 49       | 52         | 52       |

## Monumentos históricos

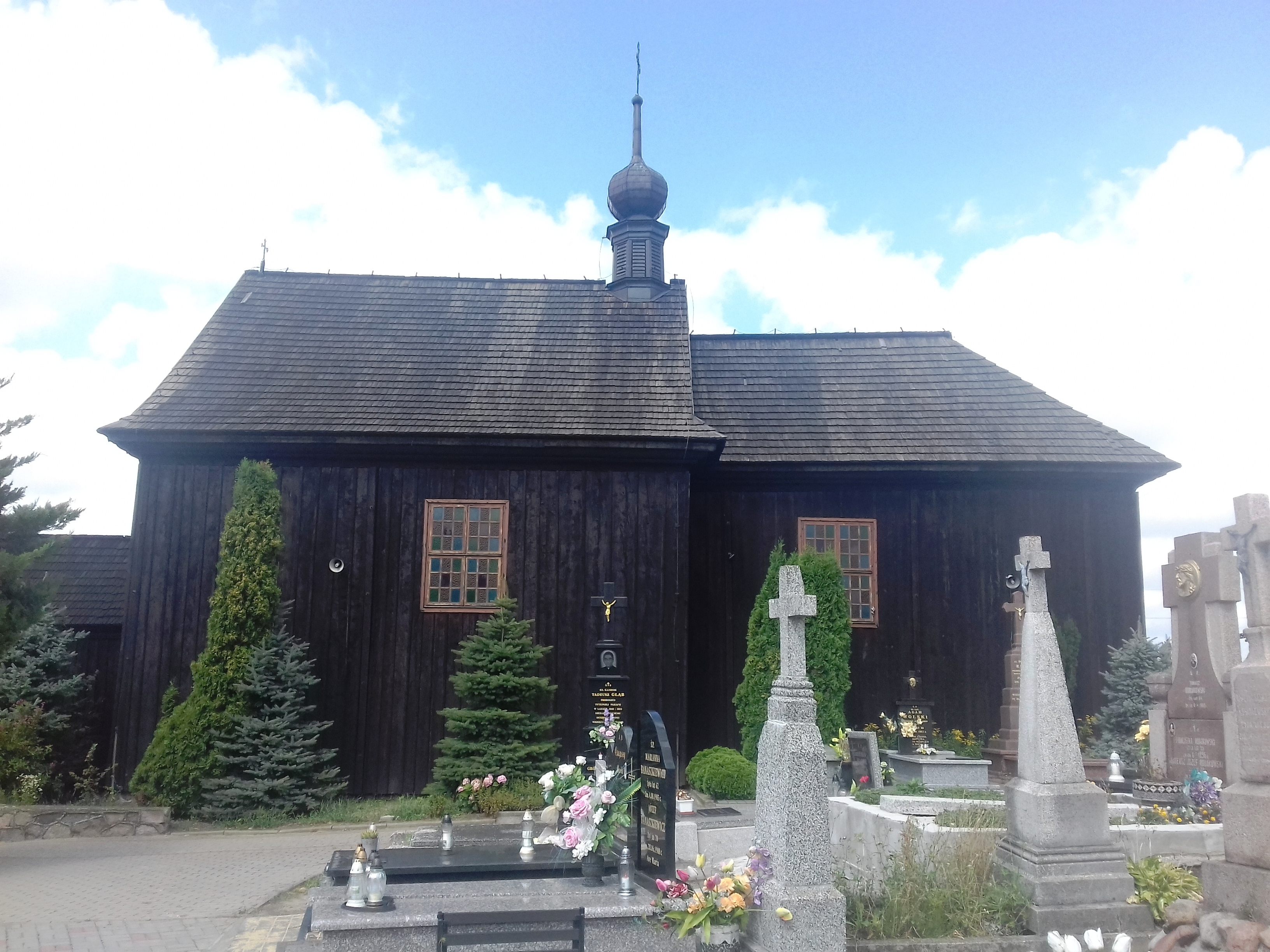
Igreja de cemitério de São Leonardo

Segundo o registro de monumentos do Instituto do Patrimônio Nacional, estão inscritos na lista de monumentos os seguintes objetos:
- Complexo do mosteiro beneditino, século XVI-XX:
  - Igreja, atualmente igreja paroquial de São José (acrescentada à nave da igreja de Santo André);[21]
  - Igreja de Santo André, século XVI;[22]
  - Cemitério da igreja;[23]
  - Campanário, 1914;
- Cemitério católico, século XIX;
- Igreja cemitério de São Leonardo, de madeira, segunda metade do século XIX;[24]
- Portão do cemitério;
- Cemitério de guerra (de soldados poloneses), rua Wojska Polskiego, 1939–1945;[25]
- Capela (mausoléu), 1884;
- Cemitério de guerra da Primeira Guerra Mundial (soldados alemães);
- Casa, avenida 1 Maja 7/9, madeira, início do século XIX;
- Casa, avenida 1 Maja 17, meados do século XIX;
- Casa, rua Rawska 7, primeira metade do século XIX;
- Casa, rua Rawska 43, primeira metade do século XIX;
- Casa, rua Szkolna 6, madeira, 1820.